# Overexposed
Overexposed – czwarty studyjny album amerykańskiej pop rockowej grupy Maroon 5. Wydany został 26 czerwca 2012 roku przez wytwórnię A&M/Octone Records. Materiał na płytę nagrywany był po ogromnym sukcesie singla „Moves Like Jagger”, a produkcją kompozycji zajęli się Max Martin, Shellback, Ryan Tedder oraz Benny Blanco. Singlem promującym nową płytę jest utwór „Payphone” nagrany z gościnnym udziałem amerykańskiego rapera Wiz Khalify, a jego premiera odbyła się 16 kwietnia 2012 roku podczas amerykańskiej edycji programu The Voice. Grupa ustawiła także rekord legalnych ściągnięć singla na liście Billboard Hot 100.

## Tło
Okładka albumu zainspirowana jest dokonaniami Pabla Picassa oraz współczesnych twórców kreskówek. James Valentine w wywiadzie zapytany o nowy album powiedział: „To nasza najbardziej popowa płyta i wcale się z tym nie kryjemy. Chcieliśmy, aby płyta brzmiała współcześnie, ale zawierała też elementy retro popu”.

## Lista utworów
| Nr  | Tytuł                           | Autorzy tekstów                                                                | Producenci                                   | Czas |
| --- | ------------------------------- | ------------------------------------------------------------------------------ | -------------------------------------------- | ---- |
| 1.  | "One More Night"                | Adam Levine, Karl Schuster, Martin Sandberg, Savan Kotecha                     | Shellback, Max Martin                        | 3:39 |
| 2.  | "Payphone" (wraz z Wiz Khalifą) | Adam Levine, Benjamin Levin, Ammar Malik, Schuster, Dan Omelio, Cameron Thomaz | Shellback, Benny Blanco                      | 3:51 |
| 3.  | "Daylight"                      | Adam Levine, Max Martin, Samm & Mason Levy                                     | Adam Lavine, MDL & Max Martin                | 3:46 |
| 4.  | "Lucky Strike"                  | Adam Levine, Ryan Tedder, Noel Zancanella                                      | Ryan Tedder & Noel Zancanella                | 3:05 |
| 5.  | "The Man Who Never Lied"        | Adam Levine, Brian West & Marius Moga                                          | Noah Passovoy & Adam Levine                  | 3:25 |
| 6.  | "Love Somebody"                 | Adam Levine, Ryan Tedder, Noel Zancanella & Nathaniel Motte                    | Ryan Tedder & Noel Zancanella                | 3:50 |
| 7.  | "Ladykiller"                    | James Valentine, Mickey Madden & Adam Levine                                   | Noah Passovoy & James Valentine              | 2:44 |
| 8.  | "Fortune Teller"                | James Valentine, Mickey Madden & Adam Levine                                   | Noah Passovoy                                | 3:24 |
| 9.  | "Sad"                           | Adam Levine & James Valentine                                                  | Noah Passovoy, Adam Levine & James Valentine | 3:14 |
| 10. | "Tickets"                       | James Valentine, Mickey Madden & Adam Levine                                   | Noah Passovoy & Sam Farrar                   | 3:29 |
| 11. | "Doin’ Dirt"                    | Adam Levine & Shellback                                                        | Shellback                                    | 3:31 |
| 12. | "Beautiful Goodbye"             | Adam Levine, Benjamin Levin & Ammar Malik                                      | Benny Blanco                                 | 4:15 |

| Edycja deluxe                                      |
| -------------------------------------------------- |
| 13. „Wipe Your Eyes” 14. „Wasted Years” 15. „Kiss” |

| iTunes bonusy                          |
| -------------------------------------- |
| 16. „One More Night” (Sticky K. Remix) |

## Notowania
| Lista (2012) | Najwyższa pozycja                      |    |
| ------------ | -------------------------------------- | -- |
|              | Australia (Top 50 Albums)              | 4  |
|              | Austria (Ö3 Austria Top 40)            | 7  |
|              | Belgia (Ultratop 200 Albums, Flandria) | 18 |
|              | Belgia (Ultratop 200 Albums, Wallonia) | 16 |
|              | Dania (Tracklisten)                    | 4  |
|              | Francja (SNEP)                         | 5  |
|              | Finlandia (Top 50 Albums)              | 35 |
|              | Niemcy (Media Control Charts)          | 4  |
|              | Norwegia (VG-lista)                    | 6  |
|              | Nowa Zelandia (RIANZ)                  | 3  |
|              | Portugalia (AFP)                       | 5  |
|              | Polska (OLiS)                          | 42 |
|              | Hiszpania (PROMUSICAE)                 | 5  |
|              | Szwecja (Sverigetopplistan)            | 33 |
|              | Szwajcaria (Alben Top 100)             | 7  |
|              | Włochy (FIMI)                          | 3  |

## Historia wydania
| Kraj Polska       | Data 2012-06-26 | Wytwórnia          | Format CD            |
| ----------------- | --------------- | ------------------ | -------------------- |
| Niemcy            | 22 czerwca 2012 | A&M/Octone Records | CD, digital download |
| Wielka Brytania   | 25 czerwca 2012 | A&M/Octone Records | CD, digital download |
| Stany Zjednoczone | 26 czerwca 2012 | A&M/Octone Records | CD, digital download |
| Polska            | 26 czerwca 2012 | A&M/Octone Records | CD, digital download |